# Phêrô Maria Nguyễn Huy Quang
Phêrô Maria Nguyễn Huy Quang (1910 – 1985) là một giám mục người Việt Nam của Giáo hội Công giáo Rôma. Ông nguyên là Giám mục Tiên khởi Giáo phận Hưng Hóa, quản nhiệm giáo phận này từ khi thành lập năm 1960 cho đến khi qua đời năm 1985. Trước đó, trong khoảng thời gian ngắn từ tháng 3 đến tháng 11 năm 1960, ông đảm trách vai trò Đại diện Tông Tòa Hưng Hóa. Khẩu hiệu giám mục của ông là"Đức Tin, Bình an"(Pax et Fides).

## Thân thế và tu tập
Nguyễn Huy Quang sinh ngày 2 tháng 12 năm 1910 hoặc ngày 3 tháng 10 năm 1910 tại họ đạo Bến Thôn, xã Vĩnh Lộc, huyện Thạch Thất, tỉnh Sơn Tây (nay là xã Dị Nậu, huyện Thạch Thất, thành phố Hà Nội), thuộc Giáo phận Hưng Hóa. Cậu bắt đầu con đường tu học khi gia đình cho nhập học Tiểu chủng viện Hà Thạch (huyện Phong Châu). Sau khi tốt nghiệp, chủng sinh Quang tiếp tục nhập học tại Đại chủng viện Xuân Bích, Hà Nội.

## Linh mục
Sau khoảng thời gian tu học dài hạn theo quy định của Giáo luật, phó tế Nguyễn Huy Quang tiến đến việc được thụ phong linh mục vào ngày 30 tháng 11 năm 1940. Sau khi được truyền chức linh mục, vị linh mục trẻ tuổi được bổ nhiệm làm Phó xứ Bách Lộc và đảm nhiệm Phiên Vĩnh Thọ. Linh mục Quang giữ chức vụ này trong suốt 20 năm, cho đến năm 1960. Song song với chức vụ này, cuối năm 1959, Giám mục Jean Marie Mazé Kim phải rời Việt Nam về Pháp, linh mục Nguyễn Huy Quang thay thế điều hành Hạt Đại diện Tông Tòa Hưng Hóa.

## Giám mục
Ngày 5 tháng 3 năm 1960, Tòa Thánh bổ nhiệm linh mục Giám quản Nguyễn Huy Quang làm Giám mục Hiệu tòa Claudiopoli in Asauria, chức danh Giám quản Tông Tòa lãnh đạo Hạt Đại diện Tông Tòa Hưng Hóa. Nhiều nguồn nhầm lẫn chức vụ ông là Giám mục phụ tá. Ngày 23 tháng 4 năm 1960, lễ tấn phong cho vị tân chức cử hành tại nhà nguyện tòa Giám mục Hà Nội với vị chủ phong nghi thức truyền chức giám mục là Đại diện Tông Tòa Hạt Đại diện Tông Tòa Hà Nội Giuse Maria Trịnh Như Khuê. Lễ tấn phong diễn ra cách đơn giản. Trong tông hiến thiết lập, ông được nhắc đến giữ chức vụ Giám quản Tông Tòa Hạt Đại diện Tông Tòa Hưng Hóa.
Ngày 24 tháng 11 năm 1960, Hạt Đại diện Tông Tòa Hưng Hóa được Tòa Thánh nâng lên thành Giáo phận qua sự kiện thiết lập Hàng giáo phẩm Việt Nam và Nguyễn Huy Quang trở thành Giám mục chính tòa tiên khởi Giáo phận Hưng Hóa, ông là vị giám mục chính tòa giáo phận Hưng Hóa đầu tiên xuất thân từ chính giáo phận này. Cùng trong năm 1960, ông bổ nhiệm linh mục Phaolô Nguyễn Khắc Hy làm Tổng Đại diện Giáo phận Hưng Hóa. Thời kỳ ông quản lý giáo phận Hưng Hóa là một thời kỳ rất khó khăn: hoạt động tôn giáo bị hạn chế, thiếu linh mục để cử hành các nghi thứcmục vụ, giáo dân thuộc giáo phận phân tán rải rác, thiếu chăm sóc đời sống tôn giáo. Nguyễn Huy Quang cũng không thể có các chuyến đi mục vụ trong giáo phận mình quản lý. Thời kỳ ông đảm trách, giáo phận Hưng Hóa có tân giám mục phó Giuse Phan Thế Hinh, được ông tấn phong trong vai trò chủ phong năm 1976. Ông có chuyến viếng thăng Rôma vào năm 1978.
Ngày 13 tháng 11 năm 1985, Nguyễn Huy Quang qua đời tại Sơn Tây, hưởng thọ 75 tuổi, 45 năm linh mục trong đó 25 năm Giám mục giáo phận Hưng Hóa và là Giám mục Việt Nam tiên khởi của giáo phận.

## Tông truyền
Giám mục Phêrô Maria Nguyễn Huy Quang được tấn phong năm 1960, dưới thời Giáo hoàng Gioan XXIII, bởi:
- Chủ phong: Giuse Maria Trịnh Như Khuê, giám mục Đại diện Tông Tòa Hạt Đại diện Tông Tòa Hà Nội.

Giám mục Phêrô Maria Nguyễn Huy Quang là giám mục phụ phong trong nghi thức truyền chức cho các giám mục:
- Năm 1975, Đa Minh Maria Lê Hữu Cung, hiện là cố giám mục chính tòa Giáo phận Bùi Chu.
- Năm 1976, Giuse Phan Thế Hinh, hiện là cố giám mục chính tòa Giáo phận Hưng Hóa.

## Hình ảnh khác

Giám mục Nguyễn Huy Quang, năm 1960